# Castelnuovo Magra
Castelnuovo Magra (ligur nyelven Castarnò vagy Casternêuo) település Olaszországban, Liguria régióban, La Spezia megyében. Lakosainak száma 8262 fő (2023. január 1.). Castelnuovo Magra Carrara, Fosdinovo, Ortonovo és Sarzana községekkel határos.

## Népesség
A település lakossága az elmúlt években az alábbi módon változott:
| Lakosok száma | 8410 | 8346 | 8262 |
|               | 2017 | 2018 | 2023 |